# Zorzines sordidata
Zorzines sordidata är en fjärilsart som beskrevs av Inoue 1987. Zorzines sordidata ingår i släktet Zorzines och familjen nattflyn. Inga underarter finns listade i Catalogue of Life.